# Lophontosia sinensis
Lophontosia sinensis är en fjärilsart som beskrevs av Moore 1877. Lophontosia sinensis ingår i släktet Lophontosia och familjen tandspinnare. Inga underarter finns listade i Catalogue of Life.